# Týn nad Vltavou (zámek)
Zámek Týn nad Vltavou v okrese České Budějovice je kulturní památka ve vltavotýnské městské památkové zóně. Památkově chráněn je i celý přilehlý areál, který dominuje severní stráně  náměstí Míru v historickém jádru Týna nad Vltavou.

## Historie
Zámek byl postaven v letech 1698–1699 v jednoduché podobě v barokním stylu pro potřebu správy vltavotýnského panství Arcibiskupství pražského, a to náhradou za zpustlý vltavotýnský hrad, zničený během třicetileté války. 

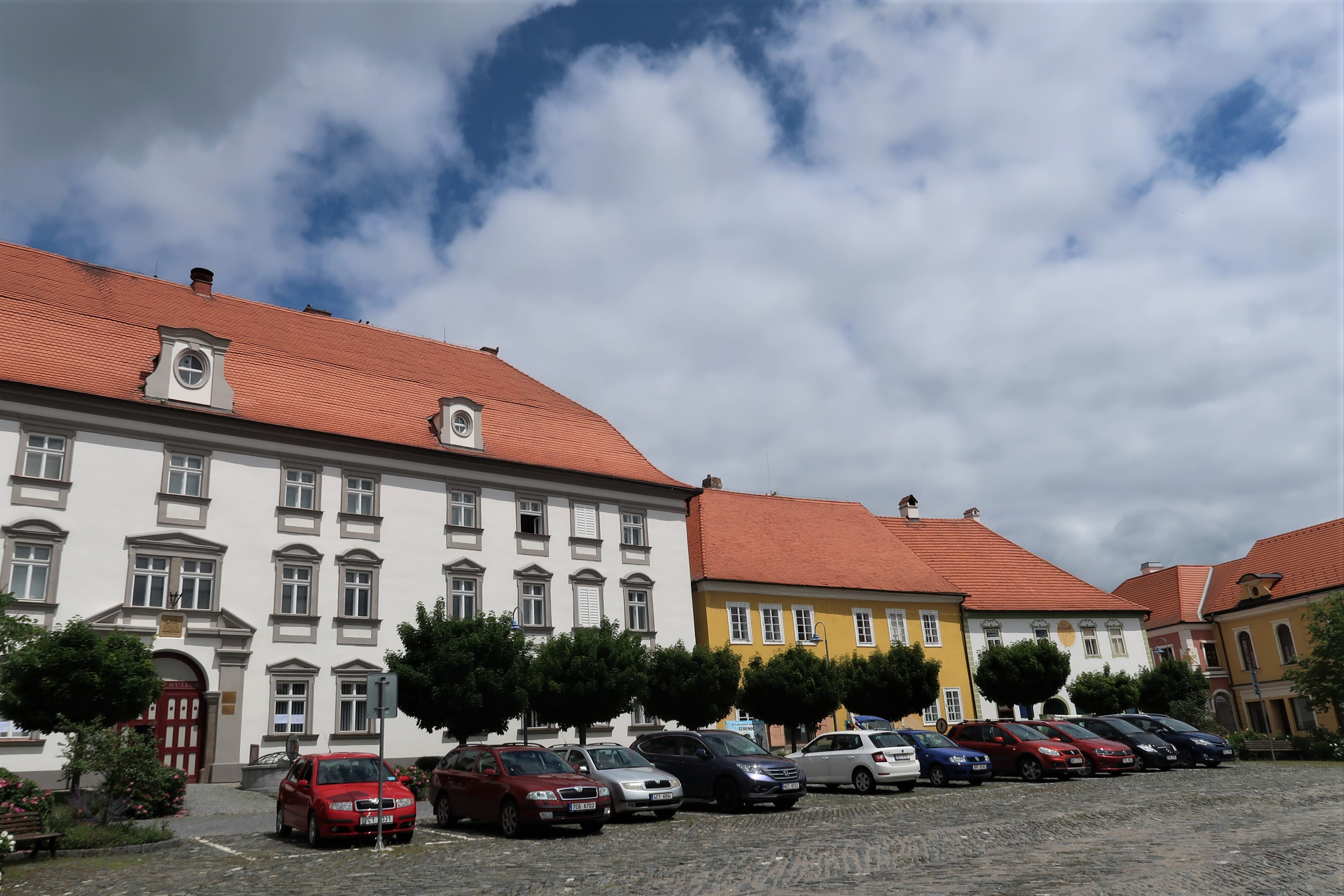
Celkový pohled na severní stranu náměstí Míru v Týně nad Vltavou

Zámek byl postaven na základě rozhodnutí pražského arcibiskupa Jana Josefa Breunera (arcibiskupem byl v letech 1695–1710) na místě tří starších domů, a to domu bývalého hejtmana panství Matyáše Arnošta Khernera a dvou dalších domů.  Dům hejtmana Khernera byl arcibiskupskou správou zabaven již hned po jeho smrti v roce 1661 jako náhrada za škody, které hejtman během vykonávání svého úřadu arcibiskupství způsobil. Architektem nové arcibiskupské rezidence byl Antonio de Allfieri. Arcibiskupové měli v prvním poschodí zámku luxusně vybavené apartmá, které využívali při svých cestách do jižních Čech; v roce 1753 zde během své návštěvy Týna pravděpodobně byla ubytovaná císařovna Marie Terezie.
V roce 1796 byl objekt postižen požárem a poté následovala stavební úprava v klasicistním stylu.
V 19. století představitelé pražského arcibiskupství navštěvovali Týn již jen zřídka, zámek sloužil převážně pouze panským úředníkům. V pozdějších letech byla budova sídlem školy.

## Popis
Zámek je dvoupatrová budova, která nese znaky barokního a klasicistního stylu. Mansardová střecha objektu je z doby po roce 1796, kdy bylo město včetně zámku postiženo požárem. 

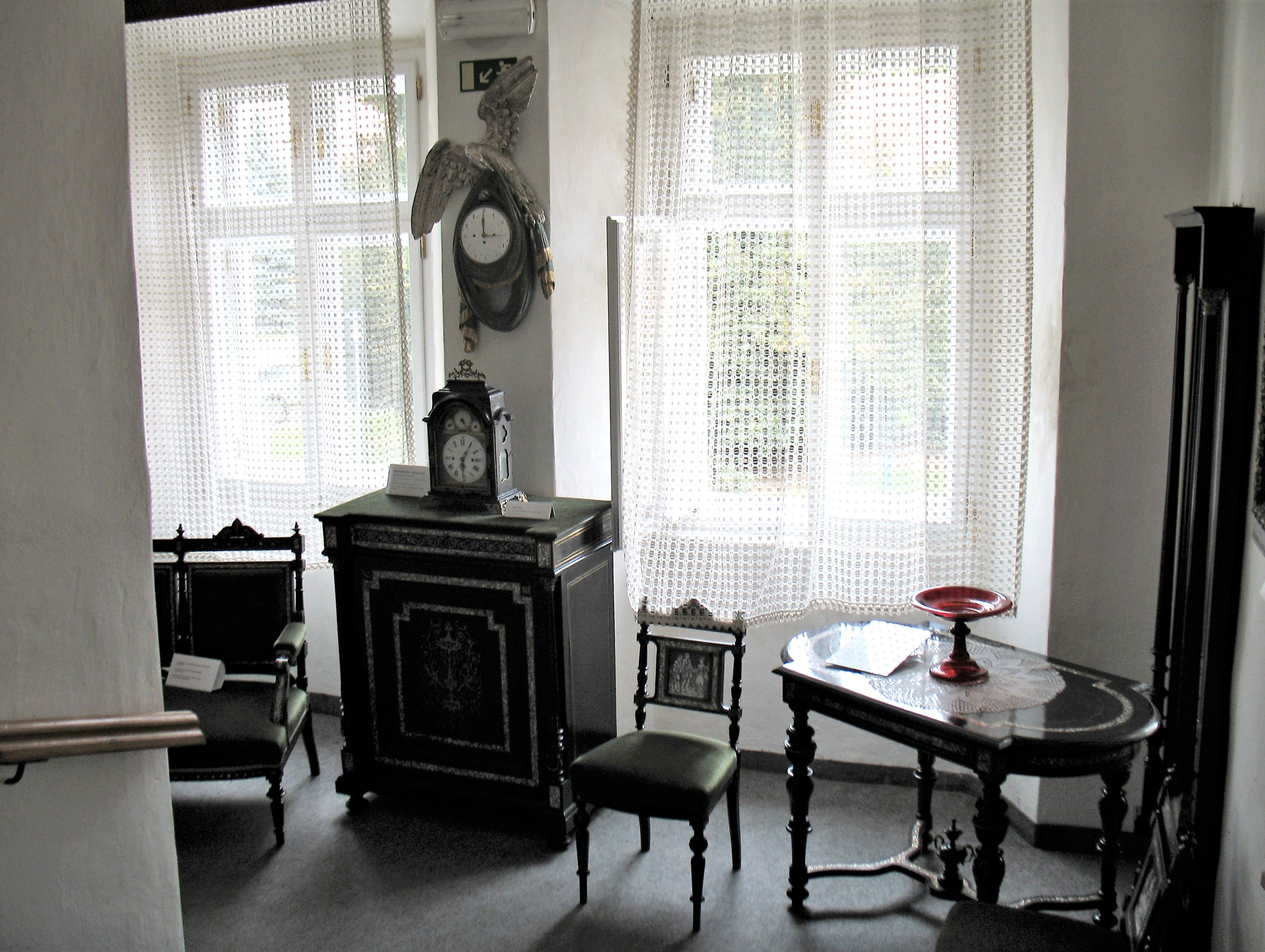
Muzejní expozice na odpočívadlle mezi 1. a 2. poschodím zámku

Na pozemcích za zámkem byly na počátku 19. století zřízeny zahrady panských oficiálů a direktorská zahrada, jejíž součástí byl skleník a květinové záhony. Voda byla na zahradu přiváděná novým potrubním vodovodem od vltavotýnského pivovaru.
V přízemí budovy jsou stropy s klenbami, patra mají ploché stropy. Do sklepení pod zámkem ústí rozsáhlé podzemní chodby tesané ve skalním podloží. 

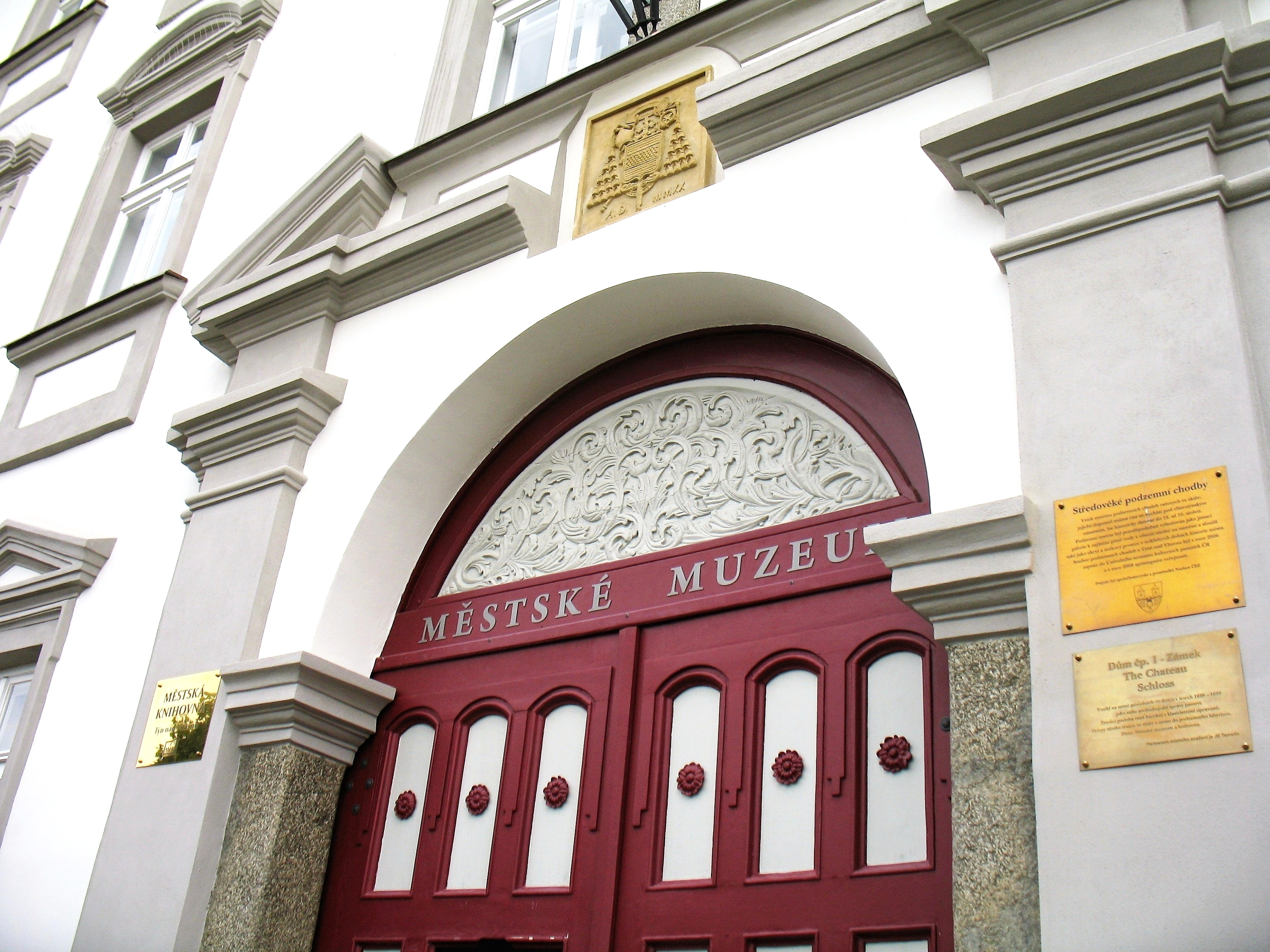
Vstupní brána do zámku

V interiéru se dochovaly původní konstrukce, včetně dvouramenného schodiště. V zámku sídlí mj. městské muzeum s expozicemi, které se týkají historie Vltavotýnska a jeho osobností (režisér Alfréd Radok a další); také je zde expozice, věnovaná vltavínům. V  druhém poschodí se nachází rozsáhlá expozice loutkářství.
Za zámkem je městské informační centrum, které zprostředkovává vstup do vltavotýnského historického podzemí.